# Jean-Marc Offner
Jean-Marc Offner est né à Paris le 10 juin 1953. Il fut directeur de l’a'urba, agence d'urbanisme Bordeaux Aquitaine, de 2009 à 2022.

## Biographie
Jean-Marc Offner a été le directeur général de l’a'urba (agence d'urbanisme Bordeaux Aquitaine) de l'été 2009 à 2022. Formé à la fois à l’ingénierie urbaine et aux sciences sociales, il est diplômé de l’École centrale (Lille) et de l’Institut d’études politiques (Sciences Po Paris). D’abord chercheur à l’Institut de Recherche des Transports (IRT), il a dirigé le Laboratoire Techniques-Territoires-Sociétés (Latts) de 2000 à 2008, le Département Aménagement-Transport-Environnement de l'École des Ponts de 1996 à 2000 et le Groupement de recherche Réseaux du CNRS de 1993 à 2000. Il a enseigné à l’École des Ponts, à Sciences Po Paris et dans les Instituts d’urbanisme.
Il est ou a été membre des comités de rédaction d’Espaces et Sociétés, Métropolis et Urbanisme. Il a été rédacteur en chef de Flux – Cahiers scientifiques internationaux Réseaux et Territoires (1990-2006).  Il dirige les Cahiers de la Métropole Bordelaise. Il participe au comité d’orientation du Forum des vies mobiles et au Conseil de l’évaluation du Grand Paris Express. Il préside le conseil stratégique du programme de recherche Popsu (plate-forme d’observation des projets et stratégies urbaines) du Plan Urbanisme Construction Architecture. Il préside le Conseil stratégique de l’École urbaine de Sciences Po, où il est professeur affilié.
Il a présidé l’action européenne sur les dispositifs institutionnels de coordination entre projets de transport et planification territoriale (1996-2000), le Programme interministériel de recherche sur les transports Évaluation-Décision (1996-2000), le Conseil scientifique de l’Action Concertée Incitative Espace et Territoire (2003-2006), la Commission pour l’amélioration de la qualité scientifique et technique du Certu (2008-2012). Il a été administrateur de l'école d'architecture et de paysage de Bordeaux.
Jean-Marc Offner a été nommé pour le Grand Prix de l'Urbanisme 2020.
Ses principaux thèmes de réflexion et d'étude concernent l’action publique locale et la gouvernance métropolitaine, le rôle de l'expertise dans les processus de décision, la socio-économie des réseaux techniques et des services urbains, les relations entre politiques de déplacements et mutations territoriales, les innovations pour l'aménagement et la mobilité durables, les procédures de planification, les dynamiques métropolitaines.
Il est l’auteur de nombreux ouvrages, textes dans des ouvrages collectifs, articles dans des revues académiques (aménagement/planning, géographie, sciences politiques…), et d'articles dans des revues professionnelles. Il a eu la responsabilité éditoriale de 15 numéros de périodiques.
Il a en particulier publié :
Les plans de déplacements urbains, la documentation française, 2006 ; 
« Les territoires de l’action publique locale », Revue française de science politique, février 2006 ;
« Y a-t-il un pilote dans la ville ? », La Recherche, juin 2006 ; 
« La ville durable », Problèmes politiques et sociaux, la documentation française, avec C. Pourchez, novembre 2007 ; 
Politiques de transport : prospective et outils, la documentation française, 2009 ; 
« Les mobilités », in Repenser l’urbanisme (sous la dir. de Thierry Paquot), Infolio 2013 ; 
« Les effets structurants du transport : vingt ans après », l’Espace géographique, 2014 ; 
« Comment repenser nos déplacements ? », Sciences Humaines - Les grands dossiers, octobre 2015 ; 
« Pour un aggiornamento de la planification territoriale », Urbanisme n°407, 2017 ; 
« La smart city pour voir et concevoir autrement la ville contemporaine », Quaderni n°96, 2018 ; 
Métropoles invisibles. Les Métropoles au défi de la métropolisation, collection Les Conférences Popsu, Puca, 2018.

Ouvrages récents :
Paris, métropole hors les murs, avec Frédéric Gilli, Presses de Sciences Po, 2009.
Anachronismes urbains, Presses de Sciences Po, 2020.
Sous la direction de Jean-Marc Offner et Gilles Pinson, L'impossible pouvoir local ? De nouvelles marges de manœuvre pour l'action publique urbaine, Le Bord de L'eau, octobre 2021.

Nomination pour le Grand Prix de l'Urbanisme 2020 :
Scénographie des plaisirs urbains, Jacqueline Osty, Grand Prix de l’urbanisme 2020, Ariella Masboungi et Antoine Petitjean (Sous la direction de), éditions Parenthèses, janvier 2021.

Sur Jean-Marc Offner :
"Entretien avec Jean-Marc Offner, directeur de l'agence d'urbanisme Bordeaux Aquitaine et ancien membre du comité de rédaction d'Espaces et sociétés",  par Jean-Yves Authier, Jérôme Monnet, Espaces et sociétés, 2021/1, n° 180-181, pages 225 à 240.
https://www.cairn.info/revue-espaces-et-societes-2021-1-page-225.htm

"L'invité", Revue Urbanisme, numéro 420, mars-avril-mai 2021 : https://www.urbanisme.fr/invite/jean-marc-offner/
"Jean-Marc Offner, pop-urbaniste", journal Libération, 28 décembre 2021, https://www.liberation.fr/societe/ville/jean-marc-offner-pop-urbaniste-20211228_7DPQPDLQZZG5LNSRTLRB67RCZY/